# جولیان هتور
جولیان هتور (انگلیسی: Julian Hettwer؛ زادهٔ ۱۵ ژوئن ۲۰۰۳) بازیکن فوتبال است.
وی همچنین در تیم ملی فوتبال جوانان آلمان بازی کرده‌است.